# Варенгеруд
Варенгеруд (перс. وارنگهرود‎) — село на севере Ирана, в остане Альборз. Входит в состав шахрестана Кередж. Является частью дехестана (сельского округа) Неса бахша Асара.

## География
Село находится в северо-восточной части Альборза, в горной местности центральной части Эльбурса, в долине реки Варенгеруд, на расстоянии приблизительно 43 километров к северо-востоку от Кереджа, административного центра провинции. Абсолютная высота — 2593 метра над уровнем моря.

## Население
По данным переписи 2006 года население села составляло 264 человека (132 мужчины и 132 женщины). В Варенгеруде насчитывалось 70 домохозяйств. Уровень грамотности населения составлял 82,58 %. Уровень грамотности среди мужчин составлял 85,61 %, среди женщин — 79,55 %.